# L'Ymagier
Cet article possède un paronyme, voir L'Imagier.
L'Ymagier est une revue littéraire illustrée et une structure éditoriale française fondées par Remy de Gourmont et Alfred Jarry en octobre 1894.

## Histoire du support

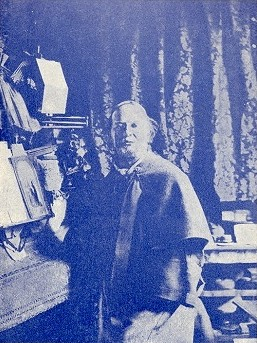
Remy de Gourmont, cofondateur de L'Ymagier.

Gourmont et Jarry sont tous deux des proches de la revue littéraire le Mercure de France où paraît dans le numéro d'octobre 1894, un bulletin de souscription annonçant la naissance de L'Ymagier. Ce n'est pas seulement une revue, laquelle s'appelle d'ailleurs « fascicule » : à côté de la parution promise d'un premier tome, le prospectus annonce également des « albums de l'Ymagier » contenant des gravures (bois, lithographies, eaux fortes), signées Charles Filiger, Émile Bernard, Louis Roy, Henri Rousseau, Georges d'Espagnat, mais aussi un catalogue autour de l'œuvre du sculpteur Auguste Clésinger. Enfin, galerie Laffitte, au 20 rue Laffitte, se tient une exposition autour de cette revue et de ses productions.
Organisée comme une petite coopérative, le siège social de L'Ymagier est situé à Paris, au 9 de la rue de Varenne, soit au domicile de Gourmont où il possède une presse à bras ; cette structure possède un programme éditorial : « images, miniatures, estampes anciennes et nouvelles, réimpressions de livrets populaires, œuvres originales illustrées de dessins, bois, lithographies, eaux-fortes ». Au niveau du financement, Jarry, dispose d'une partie de l'héritage familiale, sa mère, Caroline Jarry née Quernest en 1842, étant morte l'année précédente.
Le premier tome-fascicule sort donc en octobre 1894 au prix de 3,50 francs et tiré à 500 exemplaires. Les responsables promettent de nombreux tirages de luxe à leurs souscripteurs et abonnés (plusieurs séries, sur différents papiers, avec des primes prenant la forme de gravures, etc.). L'ensemble représente dix cahiers de huit pages, texte imprimé en noir avec inclusion en bichromie, sans compter des hors-têtes en couleurs. Fait remarquable, la présence d'une page présupposant une sorte de « partenariat confraternel » avec d'autres revues : outre bien sûr le Mercure de France, l'on trouve les noms de L'Art littéraire de Louis Lormel (où Jarry a publié), The Yellow Book (Londres), Tweemaandelijks Tijdschrift (Amsterdam) fondée par Lodewijk van Deyssel et Albert Verwey, Pan (Berlin) et La Société nouvelle (Bruxelles), liste à laquelle l'on pourrait ajouter L'Épreuve Album d'art fondée par Maurice Dumont en décembre 1894, qui était en lien avec Pan.
Le premier sommaire laisse apparaître des textes essentiellement rédigés par Gourmont et Jarry ; quant aux images, elles sont de trois types : des gravures signées « AJ », deux gravures signées respectivement Filiger et Émile Bernard, et enfin des images et vignettes anciennes tirées d'originaux d'Albrecht Dürer, de Christoffel van Sichem, des imagiers troyens, et de l'imagerie d'Épinal, dont des compositions reprises de François Georgin (1801-1863). Une note en page de sommaire indique que L'Ymagier propose à la vente des œuvres, non seulement des artistes précités, mais aussi d'Henry de Groux, Paul Gauguin, Maurice Denis, Armand Seguin, du Britannique Eric Forbes-Robertson, etc. Ce sont là pour la plupart des artistes proches de l'école de Pont-Aven, auxquels il faut ajouter Jossot, Maurice Delcourt, et Whistler qui participent aux numéros suivants, sans oublier Gourmont et Jarry — signant A.J. pour « Alain Jans » —, qui, eux aussi, se mettent à la gravure. Toujours dans le premier numéro, dans l'article intitulé « L'Y », les auteurs posent la question : « Pourquoi un y à ce mot, quand les dictionnaires disent imagier ? » et répondre parce qu’ « aujourd'hui comme jadis », on peut réclamer « un peu de liberté dans l'orthographe, pour un peu plus de beauté ».
Gourmont et Jarry se brouillent après le quatrième numéro, daté juillet 1895, à l'enseigne de saint Nicolas. Jarry s'en va fonder une nouvelle revue, Perhinderion, dans une maquette assez proche.
Gourmont poursuit seul l'aventure jusqu'en décembre 1896, clôturant la série de fascicules avec 8 livraisons en tout. Il produit enfin un Almanach de l'Ymagier (1897) avec Georges d'Espagnat, qu'il avait connu par la galerie Le Barc de Boutteville.